# Copake Lake
Copake Lake és una concentració de població designada pel cens dels Estats Units a l'estat de Nova York. Segons el cens del 2000 tenia 762 habitants.

## Demografia
Segons el cens del 2000, Copake Lake tenia 762 habitants, 302 habitatges, i 205 famílies. La densitat de població era de 30,7 habitants per km².
Dels 302 habitatges en un 30,5% hi vivien nens de menys de 18 anys, en un 54% hi vivien parelles casades, en un 8,6% dones solteres, i en un 31,8% no eren unitats familiars. En el 27,5% dels habitatges hi vivien persones soles el 9,6% de les quals corresponia a persones de 65 anys o més que vivien soles. El nombre mitjà de persones vivint en cada habitatge era de 2,52 i el nombre mitjà de persones que vivien en cada família era de 3,02.
Per edats la població es repartia de la següent manera: un 22,7% tenia menys de 18 anys, un 8,3% entre 18 i 24, un 26,8% entre 25 i 44, un 29,9% de 45 a 60 i un 12,3% 65 anys o més.
L'edat mediana era de 39 anys. Per cada 100 dones de 18 o més anys hi havia 105,9 homes.
La renda mediana per habitatge era de 42.946 $ i la renda mediana per família de 50.313 $. Els homes tenien una renda mediana de 36.750 $ mentre que les dones 25.481 $. La renda per capita de la població era de 19.571 $. Entorn del 12,7% de les famílies i el 13,5% de la població estaven per davall del llindar de pobresa.